# Lachesana blackwalli
Lachesana blackwalli là một loài nhện trong họ Zodariidae.
Loài này thuộc chi Lachesana. Lachesana blackwalli được Octavius Pickard-Cambridge miêu tả năm 1872.